# پدرو باروس
پدرو باروس (انگلیسی: Pedro Barros؛ زادهٔ ۱۵ مارس ۱۹۹۵) اسکیت‌بردباز اهل برزیل است.